# Hermann Becker (Maler, 1817)
Hermann Heinrich Becker (* 24. September 1817 in Hamburg; † 3. Mai 1885 in Aachen) war ein deutscher Maler und Kunsthistoriker.

## Leben
Becker war der Sohn des gleichnamigen Hamburger Kaufmanns und Maklers Hermann Becker († 1838). Auch sein eigener Sohn trug den Vornamen Hermann.
Von 1839 bis 1844 studierte er an der Kunstakademie Düsseldorf, unter anderem von 1840 bis 1842 bei Karl Ferdinand Sohn, gemeinsam mit Carl Gottfried Eybe und Christoph Wilhelm Wohlien. Anschließend unternahm er Studienreisen nach Antwerpen, Paris, Brüssel und Italien. Im Jahr 1844 ließ er sich als selbständiger Maler in Düsseldorf nieder und betätigte sich als Historien- und Genremaler. Später (1866) lebte er als Kunstkritiker in Köln.
Neben seiner Tätigkeit als Maler und Kunstschriftsteller war Becker organisatorisch vielseitig tätig: Er gehörte 1844 zu den Gründern des Vereins der Düsseldorfer Künstler zu gegenseitiger Unterstützung und Hülfe und war 1848 Gründungsmitglied des Düsseldorfer Künstlervereins Malkasten sowie Mitglied im Hamburger Künstlerverein von 1832. Auch war er ein Initiator der Allgemeinen Deutschen Kunstgenossenschaft, die sich Ende September 1856 in Bingen konstituierte.
Im Historischen Archiv der Stadt Köln befindet sich sein unveröffentlichtes Manuskript für ein Lustspiel Hermann der Cherusker.

## Werk
Beckers Malerei war dem Stil der Nazarener verbunden. Bevorzugt widmete er sich religiösen Motiven und gestaltete mythologische und historische Themen, er schuf Genreszenen und Porträts.
Publikationen
- Deutsche Maler. Von Asmus Jakob Carstens an bis auf die neuere Zeit kritisch geschildert. Bearbeitet und herausgegeben vom Sohn Hermann Becker jun. Verlag Reissner, Leipzig 1888 (urn:nbn:de:hbz:061:1-40748).
- Das Dortmunder Wandschneider-Buch. Crüwell, Dortmund 1871 (urn:nbn:de:hbz:061:1-85140).